# Стадион Британија
Стадион Британија (енгл. Britannia Stadium) је фудбалски стадион који се налази у Стоуку на Тренту и на коме игра Стоук сити. Стадион је познат по невероватној акустичности, а навијачи Стоук ситија важе за најоданије навијаче, што између осталог показују распродате улазнице за сваки меч у Премијер лиги.

### Галерија
- Панорама Стадиона Британија
- Продавница сувенира клуба
- Трибине